# Nuevo Palacio de Emmendingen

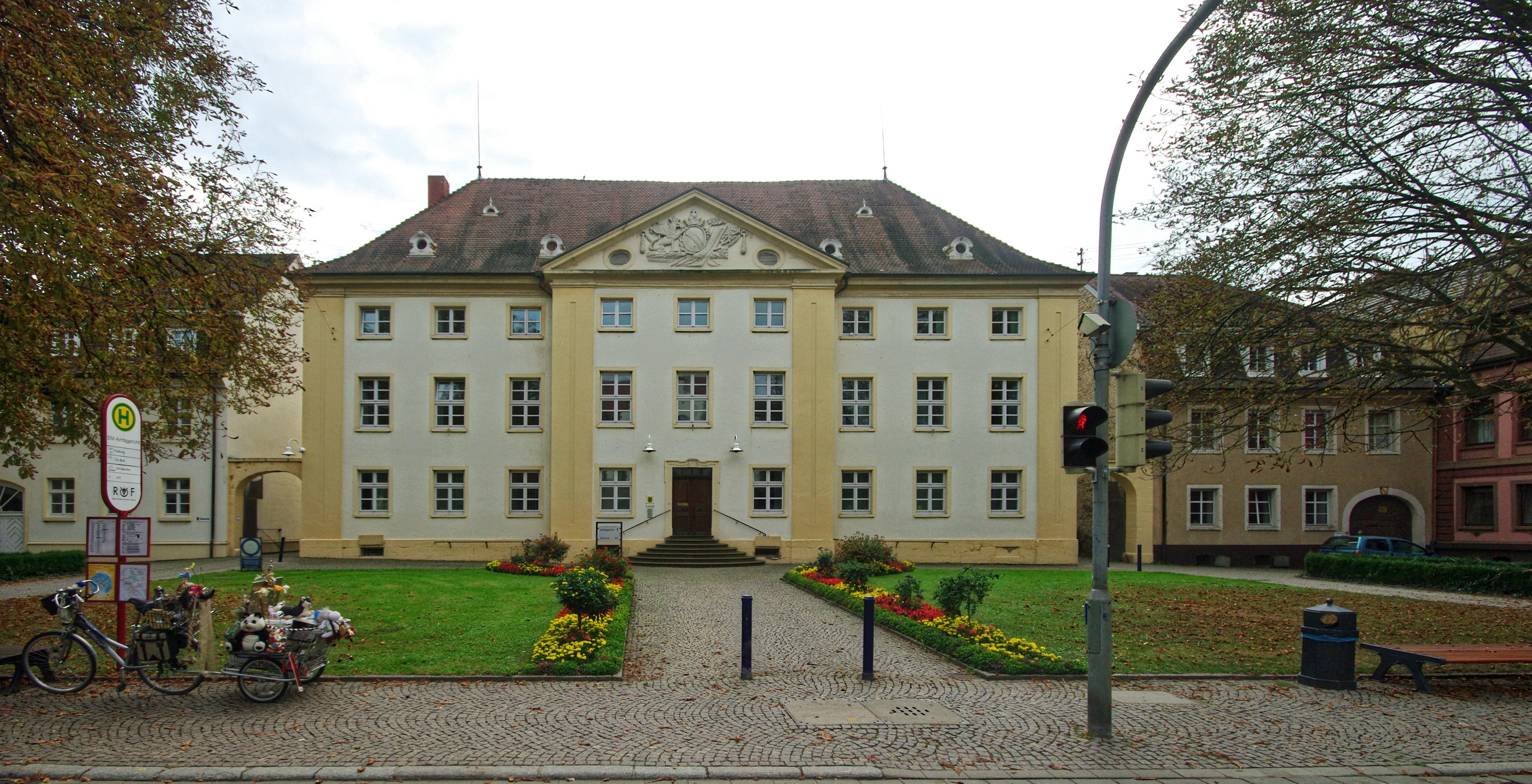
Vista del Nuevo palacio

El Nuevo Palacio de Emmendingen es sede del juzgado de primera instancia e instrucción (Amtsgericht) de la ciudad alemana de Emmendingen, Baden-Wurtemberg, ya desde hace 1857.

## Historia
El margrave Carlos Federico I de Baden, que reinó desde 1746 hasta 1811 y que a partir de 1806 tuvo el título de Gran Duque de Baden, hizo construir el nuevo palacio para que sirviera, después de su muerte, como residencia de viuda para su joven segunda esposa Luísa Carolina Greyer de Geyersberg (1768-1820), condesa de Hochberg, a la que llamaba madame sansouci (señora sin preocupaciones). El escudo de Baden portado por un grifo en el gablete indica el uso previsto. El tronco cortado de un roble simboliza la casa de Zähringen y el ramo brotando los margraves de Baden. Sin embargo, la condesa nunca se mudó al nuevo palacio, que fue construido en una mezcla de estilo entre barroco y neoclasicismo por el arquitecto Carl Friedrich Meerwein. El edificio principal sirvió seguidamente como residencia del bailío con oficinas en la planta baja y vivienda en los pisos altos.